# 格倫·艾伯特
威廉·格倫·艾伯特（英語：William Glenn Abbott，1951年2月16日—），為美國職棒大聯盟的投手。職棒生涯曾效力過運動家、水手與老虎等隊。1975年9月28日，他和維達·布魯、Paul Lindblad與羅利·芬格斯締造大聯盟首場由4名投手完成的無安打比賽。

## 職業生涯

### 奧克蘭運動家
1969年大聯盟選秀，運動家於第8輪選進艾伯特。
1975年9月28日，艾伯特後援一局，沒被敲出安打。最後他與維達·布魯、Paul Lindblad及羅利·芬格斯聯合投出無安打比賽。合計他在運動家拿下13勝16敗，防禦率4.08。

### 西雅圖水手
1976年11月，由於水手隊和藍鳥隊成立，因此大聯盟舉辦擴編選秀，而艾伯特被水手隊挑走。他在1977年與1980年皆為隊上貢獻12勝，成為球隊勝投王。總計他在水手隊6年，合計拿下44勝62敗，防禦率4.54。
艾伯特事後也回憶道：「當我被水手隊挑中的那一刻，我的投手教練Stock很興奮。但我卻瞬間從一支奪冠勁旅的球隊轉到一支沒有老將的球隊。沒人帶領一群年輕球員，使得我們贏球變得更加困難。」

### 底特律老虎
1983年8月23日，老虎隊用10萬美元從水手隊買下艾伯特。他在老虎隊出賽20場比賽拿下2勝2敗，防禦率3.87。最後他在1984年8月14日遭到釋出。

## 個人生活
退休後，艾伯特到了很多小聯盟球隊執教。他於1971年結婚，目前育有2子1女。

## 外部連結
- 球員資訊和成績在MLB ，ESPN ，Retrosheet ，Baseball Reference ，Baseball Reference (Minors) ，Fangraphs ，The Baseball Cube （英文）

| 前任： Ed Halicki               | 無安打比賽 1975年9月28日 (與維達·布魯、Paul Lindblad和Rollie Fingers) | 繼任： Larry Dierker                |
| 前任： Diego Seguí Mike Parrott | 西雅圖水手開幕戰先發投手 1978–1979年 1981年                           | 繼任： Mike Parrott Floyd Bannister |